# Синково
Си́нково (рос. Сынково) — село у складі Подольського міського округу Московської області, Росія.

## Населення
Населення — 849 осіб (2010; 792 у 2002).
Національний склад (станом на 2002 рік):
- росіяни — 90 %